# حزقيال كارلوس رودريغيز
حزقيال كارلوس رودريغيز (بالإسبانية: Juan Carlos Rodríguez) (14 أغسطس 1990 في فنزويلا - ) هو ملاكم الفنزويلي، صنّف ضمن فئة الوزن المتوسط.